# Giải Bông Sen cho biên kịch xuất sắc
Giải Biên kịch xuất sắc là một trong những hạng mục được trao tại Liên hoan phim Việt Nam nhằm ghi nhận nhà biên kịch có thành tích xuất sắc trong thể loại phim điện ảnh, phim truyện video, phim tài liệu và phim hoạt hình.

## Lịch sử
Hạng mục này được trao giải lần đầu tiên tại Liên hoan phim Việt Nam lần thứ 2 (năm 1973). Nghệ sĩ nhân dân Đào Trọng Khánh là người giữ kỷ lục ở hạng mục này với bốn lần đoạt giải biên kịch xuất sắc cho phim tài liệu vào các năm 1983, 1988, 2001 và 2015.
Giải thưởng cho phim truyện video được trao lần đầu tiên tại Liên hoan phim Việt Nam lần thứ 9 (1990) đã không còn được trao giải kể từ Liên hoan phim Việt Nam lần thứ 20 (năm 2017). Hạng mục này cũng chính thức bị loại bỏ kể từ đó.

## Danh sách thắng giải

### Thập niên 1970
| Năm          | Thể loại        | Người chiến thắng         | Phim                    | Nguồn       |
| ------------ | --------------- | ------------------------- | ----------------------- | ----------- |
| Lần 1 (1970) | Không trao giải | Không trao giải           | Không trao giải         | [ 1 ]       |
| Lần 2 (1973) | Phim điện ảnh   | Bành Châu, Bùi Đình Hạc   | Đường về quê mẹ         | [ 2 ] [ 3 ] |
| Lần 2 (1973) | Phim điện ảnh   | Vũ Lê Mai                 | Truyện vợ chồng anh Lực | [ 4 ] [ 5 ] |
| Lần 3 (1975) | Phim hoạt hình  | Cao Thụy, Trần Ngọc Thanh | Con khỉ lạc loài        | [ 6 ]       |
| Lần 4 (1977) | Phim điện ảnh   | Bành Bảo, Trần Vũ         | Chuyến xe bão táp       | [ 7 ]       |
| Lần 4 (1977) | Phim tài liệu   | Phạm Khánh Toàn           | Hòn đảo ngọc            |             |
| Lần 4 (1977) | Phim hoạt hình  | Trần Quang Hân            | Cây chổi đẹp nhất       | [ 8 ]       |

### Thập niên 1980
| Năm          | Thể loại       | Người chiến thắng                 | Phim                             | Nguồn         |
| ------------ | -------------- | --------------------------------- | -------------------------------- | ------------- |
| Lần 5 (1980) | Phim điện ảnh  | Nguyễn Quang Sáng                 | Cánh đồng hoang                  | [ 9 ]         |
| Lần 5 (1980) | Phim điện ảnh  | Bành Bảo (2)                      | Những người đã gặp               | [ 10 ]        |
| Lần 5 (1980) | Phim hoạt hình | Hồ Quảng                          | Cún con làm nhiệm vụ             | [ 11 ] [ 12 ] |
| Lần 6 (1983) | Phim điện ảnh  | Đặng Nhật Minh                    | Thị xã trong tầm tay             | [ 13 ]        |
| Lần 6 (1983) | Phim điện ảnh  | Huy Thành                         | Về nơi gió cát                   | [ 14 ]        |
| Lần 6 (1983) | Phim tài liệu  | Đào Trọng Khánh                   | Những khu vườn, Đôi mắt Tổ quốc  |               |
| Lần 6 (1983) | Phim khoa học  | Nguyễn Khắc Viện                  | Đất Tổ nghìn xưa                 |               |
| Lần 6 (1983) | Phim hoạt hình | Trần Hoài Dương                   | Bé Rơm                           |               |
| Lần 6 (1983) | Phim hoạt hình | Trần Ngọc Thanh (2)               | Giai điệu                        | [ 15 ]        |
| Lần 7 (1985) | Phim điện ảnh  | Nguyễn Mạnh Tuấn                  | Xa và gần                        | [ 16 ]        |
| Lần 7 (1985) | Phim tài liệu  | Trần Đình Văn, Văn Lê             | Người Công giáo huyện Thống Nhất | [ 16 ]        |
| Lần 7 (1985) | Phim khoa học  | Nguyễn Khắc Viện (2)              | Đất Tây Sơn                      | [ 16 ]        |
| Lần 7 (1985) | Phim khoa học  | Lại Văn Sinh                      | Bệnh dịch hạch                   | [ 16 ]        |
| Lần 7 (1985) | Phim hoạt hình | Nguyễn Thị Vân Anh                | Ai cũng phải sợ                  | [ 16 ]        |
| Lần 8 (1988) | Phim điện ảnh  | Trịnh Thanh Nhã                   | Truyện cổ tích cho tuổi mười bảy | [ 17 ]        |
| Lần 8 (1988) | Phim điện ảnh  | Đoàn Trúc Quỳnh                   | Thị trấn yên tĩnh                | [ 18 ]        |
| Lần 8 (1988) | Phim tài liệu  | Đào Trọng Khánh (2), Lưu Xuân Thư | Hà Nội trong mắt ai              | [ 19 ] [ 20 ] |
| Lần 8 (1988) | Phim khoa học  | Lại Văn Sinh (2)                  | Cánh kiến đỏ                     | [ 21 ]        |

### Thập niên 1990
| Năm           | Thể loại          | Người chiến thắng    | Phim                                 | Nguồn  |
| ------------- | ----------------- | -------------------- | ------------------------------------ | ------ |
| Lần 9 (1990)  | Phim hoạt hình    | Lâm Quang            | Mèo và chuột                         | [ 22 ] |
| Lần 10 (1993) | Phim điện ảnh     | Lê Hoàng             | Lương tâm bé bỏng                    | [ 23 ] |
| Lần 10 (1993) | Phim điện ảnh     | Nguyễn Thị Hồng Ngát | Canh bạc                             | [ 23 ] |
| Lần 10 (1993) | Phim truyện video | Nguyễn Hữu Phần      | Em còn nhớ hay em đã quên            | [ 23 ] |
| Lần 10 (1993) | Phim truyện video | Lê Hoàng (2)         | Băng qua bóng tối                    | [ 23 ] |
| Lần 10 (1993) | Phim tài liệu     | Văn Lê (2)           | Cái Bến, Thiện và ác                 | [ 23 ] |
| Lần 11 (1996) | Phim điện ảnh     | Lê Ngọc Minh         | Hoa của trời, Người yêu đi lấy chồng | [ 24 ] |
| Lần 11 (1996) | Phim truyện video | Phạm Thanh Phong     | Điện thoại đồ chơi                   | [ 24 ] |
| Lần 11 (1996) | Phim tài liệu     | Văn Lê (3)           | Niềm vinh quang lặng lẽ              | [ 24 ] |
| Lần 12 (1999) | Phim điện ảnh     | Sơn Trang            | Những người thợ xẻ                   | [ 25 ] |
| Lần 12 (1999) | Phim hoạt hình    | Đinh Tiếp            | Tổ tiên loài ếch, Quán thỏ Rô-ti     | [ 25 ] |

### Thập niên 2000
| Năm           | Thể loại          | Người chiến thắng           | Phim                           | Nguồn  |
| ------------- | ----------------- | --------------------------- | ------------------------------ | ------ |
| Lần 13 (2001) | Phim điện ảnh     | Nguyễn Quang Lập            | Đời cát, Thung lũng hoang vắng | [ 26 ] |
| Lần 13 (2001) | Phim truyện video | Gia Vũ                      | Gấu cổ trắng                   | [ 26 ] |
| Lần 13 (2001) | Phim tài liệu     | Đào Trọng Khánh (3)         | Một thế kỷ - Một đời người     | [ 26 ] |
| Lần 13 (2001) | Phim hoạt hình    | Phạm Sông Đông              | Xe đạp                         | [ 26 ] |
| Lần 14 (2005) | Phim điện ảnh     | Nguyễn Mạnh Tuấn (2)        | Lưới trời                      | [ 27 ] |
| Lần 14 (2005) | Phim truyện video | Thảo Phương                 | Chim phí bay về cội nguồn      | [ 27 ] |
| Lần 14 (2005) | Phim tài liệu     | Phan Thanh Tú               | Sự nhọc nhằn của cát           | [ 27 ] |
| Lần 14 (2005) | Phim hoạt hình    | Hồ Quảng (2)                | Cuộc sống                      | [ 27 ] |
| Lần 15 (2007) | Phim điện ảnh     | Lê Ngọc Minh (2), Gao Xufan | Hà Nội, Hà Nội                 | [ 28 ] |
| Lần 15 (2007) | Phim tài liệu     | Đào Thanh Tùng              | Làng đàn ông                   | [ 28 ] |
| Lần 15 (2007) | Phim hoạt hình    | Phong Thu                   | Ếch chia trăng                 | [ 28 ] |
| Lần 16 (2009) | Phim điện ảnh     | Đặng Nhật Minh (2)          | Đừng đốt                       | [ 29 ] |
| Lần 16 (2009) | Phim truyện video | Huy Thành                   | Đường đua                      | [ 30 ] |
| Lần 16 (2009) | Phim tài liệu     | Phan Huyền Thư              | Chất xám                       | [ 30 ] |
| Lần 16 (2009) | Phim hoạt hình    | Huyền Vũ, Mỹ Linh           | Thỏ và Rùa                     | [ 31 ] |

### Thập niên 2010
| Năm           | Thể loại          | Người chiến thắng                             | Phim                                    | Nguồn  |
| ------------- | ----------------- | --------------------------------------------- | --------------------------------------- | ------ |
| Lần 17 (2011) | Phim điện ảnh     | Hoàng Nhuận Cầm                               | Mùi cỏ cháy                             | [ 32 ] |
| Lần 17 (2011) | Phim khoa học     | Nguyễn Thu Tuyết                              | Bướm - Côn trùng cánh vảy               | [ 32 ] |
| Lần 17 (2011) | Phim hoạt hình    | Nguyễn Thu Trang                              | Chiếc lá                                | [ 32 ] |
| Lần 18 (2013) | Phim điện ảnh     | Nguyễn Anh Dũng                               | Những người viết huyền thoại            | [ 33 ] |
| Lần 18 (2013) | Phim truyện video | Nguyễn Thu Dung, Trần Trung Dũng, Nguyễn Trực | Nước mắt người cha                      | [ 33 ] |
| Lần 18 (2013) | Phim tài liệu     | Đào Thanh Tùng (2)                            | André Menras - Một người Việt           | [ 33 ] |
| Lần 18 (2013) | Phim khoa học     | Nguyễn Hoàng Lâm                              | Bí mật từ những pho tượng Phật          | [ 33 ] |
| Lần 18 (2013) | Phim hoạt hình    | Nguyễn Thu Trang (2)                          | Bù nhìn rơm                             | [ 33 ] |
| Lần 19 (2015) | Phim điện ảnh     | Đinh Thiên Phúc                               | Thầu Chín ở Xiêm                        | [ 34 ] |
| Lần 19 (2015) | Phim điện ảnh     | Nguyễn Thu Dung (2), Đặng Thái Huyền          | Người trở về                            | [ 34 ] |
| Lần 19 (2015) | Phim tài liệu     | Đào Trọng Khánh (4)                           | Giọt nước giữa đại dương                | [ 34 ] |
| Lần 19 (2015) | Phim khoa học     | Tạ Thị Huệ                                    | Ứng dụng công nghệ tế bào gốc chữa bệnh | [ 34 ] |
| Lần 19 (2015) | Phim hoạt hình    | Phạm Thị Thanh Hà, Phạm Đình Hải              | Những mặt phẳng                         | [ 34 ] |
| Lần 20 (2017) | Phim điện ảnh     | Bùi Kim Quy, Lương Đình Dũng                  | Cha cõng con                            | [ 35 ] |
| Lần 20 (2017) | Phim tài liệu     | Đào Thanh Tùng (3)                            | Việt Nam thời bao cấp                   | [ 35 ] |
| Lần 20 (2017) | Phim khoa học     | Lê Thị Thanh Bình                             | Thuyền biển Việt Nam                    | [ 35 ] |
| Lần 20 (2017) | Phim hoạt hình    | Hoàng Phương Thảo, Phạm Sông Đông (2)         | Cậu bé Ma-nơ-canh                       | [ 35 ] |
| Lần 21 (2019) | Phim điện ảnh     | Nhất Trung                                    | Cua lại vợ bầu                          | [ 36 ] |
| Lần 21 (2019) | Phim tài liệu     | Tạ Thị Huệ (2)                                | Lão gàn Hồ Mơ                           | [ 36 ] |
| Lần 21 (2019) | Phim khoa học     | Lê Danh Trường                                | Ghép tạng                               | [ 36 ] |
| Lần 21 (2019) | Phim hoạt hình    | Phạm Thị Thanh Hà (2)                         | Vầng sáng ấm áp                         | [ 36 ] |

### Thập niên 2020
| Năm           | Thể loại       | Người chiến thắng                          | Phim                             | Nguồn  |
| ------------- | -------------- | ------------------------------------------ | -------------------------------- | ------ |
| Lần 22 (2021) | Phim điện ảnh  | Trấn Thành, Bùi Trương Hữu Nhi, Hồ Thúc An | Bố già                           | [ 37 ] |
| Lần 22 (2021) | Phim tài liệu  | Nguyễn Hạnh Lê                             | Kỳ tích chinh phục một dòng sông | [ 37 ] |
| Lần 22 (2021) | Phim khoa học  | Lê Danh Trường (2)                         | Tắc mạch xạ trị                  | [ 37 ] |
| Lần 22 (2021) | Phim hoạt hình | Bùi Hoài Thu                               | Người thầy của muôn đời          | [ 37 ] |